# 스타일리시
스타일리시(Stylish)는 CSS 편집을 통해 웹 페이지 인터페이스를 변경할 수 있는 무료 웹 브라우저 확장 프로그램이다.
이 "사용자 스타일"은 스타일의 공유를 허용하는 웹 사이트 또는 개별 웹 사이트에서 이용 가능하다. 확장 기능을 구글 크롬, 모질라 파이어폭스(XUL), 모질라 선더버드, 플로크, 오페라, 사파리에서 사용할 수 있다.
CSS 편집을 통해 글씨 색상, 모양 등을 자유롭게 변경이 가능하고, 사용자가 원하지 않는 요소를 제거할 수도 있다.

## 기술적 세부사항
스타일리시를 위한 스타일시트는 어떤 위치 저장되고, 그런 후에 그 페이지를 방문했을 때 삽입된다. 일반적으로 사용자는 웹 페이지의 기본 스타일에 우선해서 적용되는 모든 규칙 선언 뒤에 !important를 삽입한다.

### 특정 사이트 스타일
어떤 사이트에서 웹 페이지의 레이아웃을 수정할 수 있는 스타일이 있다.

### 앱 스타일
웹 브라우저의 파이어폭스의 userChrome.css 유틸리티나 모질라 기반 브라우저처럼 비슷한 방법으로 사용자 인터페이스를 수정할 수 있는 스타일이 있고.

### 일반 스타일
모든 사이트에 적용되는 스타일이다. 이것은 일반적인 배경색을 적용하거나 광고 차단을 포함할 수 있다.

## 그리스몽키와 비교
스타일리시는 가끔씩 필수 역동적으로 삽입되는 자바스크립트인 사용자 스크립트를 통해 웹 페이지를 고객 측면에서 변경할 수 있게 해주는 또 다른 모질라 확장 기능인 그리스몽키와 비교를 하기도 한다.
더욱이 userstyles.org의 스타일 저장소는 그리스몽키 스크립트처럼 사용자가 정의한 스타일시트를 추가할 수 있다. 많은 스타일리시 스크립트는 그리스몽키에 추가될 수 있는 옵션을 가지고 있다.

## 같이 보기
- 다크 모드
- 블루라이트
- 문서편집기 - css를 편집할 때 유용한 기능이 많은 편집기를 쓰면 편리하고 작업영역 자동저장으로 안전하게 백업 해놓을 수 있다.
- 디시위키-스타일러스 - 다크 모드, 광고 제거, 공간 최적화, 방문링크 색변경, 이미지 확대에 대한 적용 예시 (적용 사이트: 위키백과, 디시위키, 나무위키, 페이스북, 트위터, 구글, 유튜브, 네이버, 일베저장소, 각종 쇼핑몰 등)